# Amdoun (delegación)
Amdoun es una delegación de la gobernación de Béja en Túnez. En abril de 2014 tenía una población censada de 21 187 habitantes.
Se encuentra ubicada al norte del país, cerca de la costa del mar Mediterráneo, del río Meyerda y a poca distancia al noroeste de la capital del país, Túnez.